# Rifat Karlova
Uğur Rıfat Karlova (2 août 1980 à Izmit en Turquie - )  est un humoriste, acteur et présentateur turc travaillant à Taïwan.

## Biographie
À l'âge de 2 ans, il déménagea avec sa famille à Hayrabolu, ville qui se situe à côté de Tékirdağ. Karlova est allé à l'école primaire à Hayrabolu, puis  est allé au collège dans une école privée de Tékirdağ. Ensuite il est entré dans une école hôtelière à Tekirdağ. En 1998, il a étudié à Anamur sur le tourisme et l'hôtellerie. Pendant ses années d'études, il a travaillé à Antalya comme guide touristique pour les allemands et anglais. Après avoir terminé ses études en 2001, il s'est inscrit à la faculté de management par correspondance.
En 2002, il a gagné le concours pour étudier la sinologie à Ankara. İl a étudié le chinois pendant 4 ans. En 2006, il a reçu une bourse accordée par le ministère d'éducation de Taiwan et il étudia à l'université nationale de Taiwan où il fit une maîtrise dans le domaine de la science politique. En 2006, il a entamé sa carrière d'acteur à Taiwan avec succès et a  joué dans des publicités de marques mondialement connues. La plupart de ces publicités ont été diffusées en Chine également. İl a aussi participé, pour des chaînes taiwanaises, à des séries télévisées et des documentaires.
Depuis mars 2009, il continue sa carrière avec son one-man-show en chinois à travers l'Asie et il étudie le cinéma. Rıfat Karlova parle couramment l'anglais, l'allemand et le chinois.

## Carrière

### À la télévision
En 2006, Karlova a été repéré par des producteurs dans la rue et aussitôt il lui a été proposé un rôle dans un documentaire nommé l'Histoire de la vie des taiwanais. Dans ce documentaire, à gros budget, Karlova interpréta un missionnaire canadien. Aussitôt il attira l'attention de nombreuses chaines de télévision et de publicités.
Son premier pas dans le monde de la publicité fut pour 3M une marque mondialement connue. Cette publicité a été diffusée à travers la Chine. Après ce tournage, il a eu de petits rôles dans de diverses publicités tournées pour les chaines télévisées taiwanaises. Ces petits rôles ont été un succès pour Karlova qui, par la suite, posa dans la revue FHM à l'occasion de la promotion des sucreries Éclipse.
En 2009, il a joué cette fois-ci pour deux grandes marques mondiales: Gigabyte et Nissan. İl est devenu une personne très fortement appréciée par les téléspectateurs taiwanais, surtout avec sa façon de parler le chinois dans la publicité de Nissan. La même année Karlova a joué dans une publicité pour la promotion touristique de Taipei, capitale du Taiwan.
En dehors de ses publicités et de ses rôles, le facteur le plus important qui a propulsé sa popularité a été les programmes auxquels il a participé. Son humour et surtout son talent de pouvoir imiter les personnalités populaires chinoises ont été appréciés par des millions de téléspectateurs. İl est devenu une des personnalités étrangères les plus connues à Taiwan grâce à un programme télévisé  Halin lao shi hao présenté par une des plus célèbres chanteuses taiwanaises Harlem YU.
À de nombreuses occasions, Karlova a fait preuve de ses talents par ses  performances sur scène avec des sketches et des one-man-shows. Karlova a fait connaitre aux spectateurs taiwanais la Turquie avec succès, grâce aux programmes télévisés auxquels il a participé sous le pseudo Wu Feng. Sur le plateau de Harlem Yu il a même cuisiné, chose qui a engendré une bonne ambiance pour le show. İl a été le seul visage européen jusqu'à présent à avoir présenté la ville de Hualian comme présentateur pour ELTA tv. Dernièrement Karlova a participé à la promotion d'un produit sur une chaine de marketing, et également décroché un petit rôle dans une publicité pour Microsoft destinée aux téléspectateurs américains. Actuellement Karlova continue à émerveiller les téléspectateurs asiatiques avec ses one-man-show, de nouvelles publicités et les programmes télévisés.

### Sketchs
Les sketchs ont une grande importance pour Karlova, les sketches en direct continuent sur la première et unique scène du Taiwan, la comédie-club de Taipei. Sur cette scène Karlova a réalisé plus de 50 pièces en chinois. Sur scène Karlova explique aux Taiwanais et aux autres étrangers, sa vie au Taiwan et ses observations avec un langage très sympathique. Les téléspectateurs Taiwanais sont nombreux à le regarder avec plaisir, car Karlova est le premier étranger et le seul étranger à faire des sketches entièrement en chinois. Karlova a réalisé le plus long stand up en chinois qui a durait 1 heure et 20 minutes. Entre autres Karlova réalise toujours ses parodies à pieds nus il explique son geste par cette phrase ; « Je sens la scène et je sens que je suis sur la scène beaucoup mieux ».

### Publicités
Voici la liste des publicités dans lesquelles il a joué:
- 3M lampe de table ;
- Creme Bioré ;
- Té Queiro Montre en diamants ;
- FHM-bonbons éclipse ;
- Gygabyte ;
- mairie de Taipei ;
- Nissan ;
- les popcornes PİNPİE ;
- la banque Fubon ;
- Microsoft BİNG publicité de moteur de recherche (USA).

### Programmes Télévisés
Voici la liste des programmes télévisés auxquels il a participé:
- Da Xue Sheng Le Mei, (Programme de divertissement entre étudiants) ;
- Zhuan Shı Ye Zhong Hui, Show de talent ;
- Halin lao shi hao, Talk show ;
- Guo Min Da Hui, Talk show.

## Ouvrage
- L'Effet de Li Hong Zhang  sur le renforcement de la Chine et la modernisation militariste (1861–1895) (Thèse de doctorat 2009) (en cours de publication)